# Jablonka (Neveklov)
Jablonka je osada, součást města Neveklov v okrese Benešov. Přísluší ke vsi Jablonná a nachází se na okraji katastrálního území Jablonná nad Vltavou. Jsou zde evidovány čtyři adresy. Jablonkou prochází silnice III/11431 a Lohový potok. Nachází se zde autobusová zastávka společnosti ČSAD Benešov spadající pod Pražskou integrovanou dopravu s názvem „Neveklov, Jablonka“. V roce 2018 sem zajížděly linky čísel 390, 455 a 485.
Začátkem 19. století se zde nacházel dvůr, který je hlavním objektem současné osady.